# Indicador camagroc
L'indicador camagroc (Melignomon eisentrauti) és una espècie d'ocell de la família dels indicatòrids (Indicatoridae) que habita els boscos de l'Àfrica oriental, localment a Libèria, Sierra Leone, Ghana i sud-oest de Camerun.